# Stormvloeden van 1248
In de winter van 1248-1249 werd Nederland in vier maanden getroffen door drie stormvloeden:
- op 20 november 1248
- op 28 december 1248 ('Allerkindleinsflut' in het Duits)
- op 4 februari 1249

Deze stormen hebben er zeer waarschijnlijk toe geleid dat bij Callantsoog de kust werd doorbroken door de zee en het achterliggende land onder water zette. Ook Friesland en Groningen liepen onder water
838 · 1014 · 1042 · 1134 · 1163 · 1164 · 1170 · 1196 · 1212 · 1214 · 1219 · 1220 · 1221 · 1248/1249 · 1277 · 1280 · 1282 · 1287 · 1288 (I) · 1288 (II) · 1322 · 1334 · 1362 · 1374 · 1375 · 1377 · 1404 · 1421 · 1424 · 1468 · 1477 · 1509 · 1514 · 1530 · 1532 · 1552 · 1566 · 1570 · 1610 · 1643 · 1651 · 1675 · 1682 · 1686 · 1703 · 1717 · 1726 · 1741 · 1775 · 1776 · 1784 · 1799 · 1808 · 1809 · 1820 · 1825 · 1855 · 1861 (I) · 1861 (II) · 1877 · 1906 · 1916 · 1926 · 1953 · 1962 · 1993 · 1995 · 2006 · 2021